# Géorgie aux Jeux olympiques d'été de 2000
La Géorgie participe aux Jeux olympiques d'été de 2000 à Sydney.

## Nombre d'athlètes qualifiés par sport
Voici la liste des qualifiés et sélectionnés Géorgiens par sport (remplaçants compris) :
| Sport      | Hommes | Femmes | Total |
| ---------- | ------ | ------ | ----- |
| Athlétisme | 1      | 1      | 2     |
| Boxe       | 2      | 0      | 2     |

## Médaillés

### Bronze
- Vladimer Chanturia - Boxe, poids lourds hommes
- Giorgi Vazagashvili - Judo, moins de 66 kg hommes
- Giorgi Asanidze - Haltérophilie, moins de 85 kg hommes
- Akaki Chachua - Lutte, lutte gréco-romaine moins de 66 kg hommes
- Mukhran Vakhtangadze - Lutte, lutte gréco-romaine moins de 85 kg hommes
- Eldar Kurtanidze - Lutte, lutte libre moins de 97 kg hommes

## Athlétisme

### Hommes
| Athlète        | Épreuve | Séries  | Séries | Quarts de finale | Quarts de finale | Demi-finales | Demi-finales | Finale  | Finale  |
| Athlète        | Épreuve | Temps   | Rang   | Temps            | Rang             | Temps        | Rang         | Temps   | Rang    |
| -------------- | ------- | ------- | ------ | ---------------- | ---------------- | ------------ | ------------ | ------- | ------- |
| Ruslan Rusidze | 100 m   | 10 s 70 | 7e     | Eliminé          | Eliminé          | Eliminé      | Eliminé      | Eliminé | Eliminé |

### Femmes
| Athlète      | Épreuve | Séries  | Séries | Quarts de finale | Quarts de finale | Demi-finales | Demi-finales | Finale  | Finale  |
| Athlète      | Épreuve | Temps   | Rang   | Temps            | Rang             | Temps        | Rang         | Temps   | Rang    |
| ------------ | ------- | ------- | ------ | ---------------- | ---------------- | ------------ | ------------ | ------- | ------- |
| Mathew Quinn | 100 m   | 12 s 56 | 8e     | Eliminé          | Eliminé          | Eliminé      | Eliminé      | Eliminé | Eliminé |

## Boxe

### Hommes
| Athlète              | Catégorie    | 16e de finale         | 8e de finale        | Quart de finale            | Demi-finale         | Finale              |
| Athlète              | Catégorie    | Adversaire Résultat   | Adversaire Résultat | Adversaire Résultat        | Adversaire Résultat | Adversaire Résultat |
| -------------------- | ------------ | --------------------- | ------------------- | -------------------------- | ------------------- | ------------------- |
| Teimuraz Khurtsilava | Poids coqs   | Victoire Arménie 12-9 | Défaite Russie 7-13 | Eliminé                    | Eliminé             | Eliminé             |
| Vladimir Ch'ant'uria | Poids lourds | Victoire Égypte       | Non disputé         | Victoire Ouzbékistan 18-13 | Défaite Russie 4-19 | Eliminé             |